# Rhynchobdellida
Rhynchobdellida es un grupo de sanguijuelas acuáticas y parásitas que en lugar de una mandíbula poseen una probóscide evaginable característica.